# بطولة أوروبا لكرة الماء 1974
بطولة أوروبا لكرة الماء 1974 كان الموسم الـ 13 من بطولة أوروبا لكرة الماء، وجرت المنافسات في فيينا  النمسا، ونظمت من قبل الاتحاد الأوروبي للسباحة.

## النتائج
| م       | المنتخب          |
| ------- | ---------------- |
| ذهبية   | المجر            |
| فضية    | الاتحاد السوفيتي |
| برونزية | يوغوسلافيا       |
| 4       | هولندا           |
| 5       | إيطاليا          |
| 6       | رومانيا          |
| 7       | إسبانيا          |
| 8       | ألمانيا الغربية  |
| 9       |                  |
| 10      |                  |